# Pelcisu purvs
Pelcisu purvs este o arie protejată (arie specială de conservare — SAC, sit de importanță comunitară — SCI, arie de protecție specială avifaunistică — SPA) din Letonia întinsă pe o suprafață de 56,06 ha, integral pe uscat.

## Localizare
Centrul sitului Pelcisu purvs este situat la coordonatele 57°14′51″N 22°08′54″E / 57.2476°N 22.1483°E.

## Înființare
Situl Pelcisu purvs a fost declarat arie de protecție specială avifaunistică în ianuarie 2004 pentru a proteja 2 specii de plante și 3 specii de animale. Alte tipuri de protecție:
- sit de importanță comunitară (în mai 2004)
- arie specială de conservare (în ianuarie 2004)[1][3][4]

## Biodiversitate
Situată în ecoregiunea boreală, aria protejată conține 7 habitate naturale: Lacuri eutrofice naturale cu vegetație de tip Magnopotamion sau Hydrocharition, Turbării active, Mlaștini turboase de tranziție și turbării mișcătoare, Mlaștini calcaroase cu Cladium mariscus și specii de Caricion davallianae, Taiga vestică, Păduri caducifoliate de mlaștină fino-scandinave, Mlaștini împădurite.
La baza desemnării sitului se află mai multe specii protejate:
- plante (2): Hamatocaulis vernicosus, moșișoare (Liparis loeselii)
- nevertebrate (3): Dytiscus latissimus, Graphoderus bilineatus, Vertigo geyeri

Pe lângă speciile protejate, pe teritoriul sitului au mai fost identificate 9 specii de plante.